# Barbodes wynaadensis
Barbodes wynaadensis е вид лъчеперка от семейство Шаранови (Cyprinidae). Видът е критично застрашен от изчезване.

## Разпространение
Разпространен е в Индия (Карнатака и Керала).